# Keymakr
Keymakr, Inc (произносится Кимакр) — это Израильская компания со штаб-квартирой в Нью-Йорке (штат Нью-Йорк), предоставляющая сервисы по аннотации изображений и видео для обучения искусственного интеллекта основанного на компьютерном (техническом) зрении, а также IТ-сервисов и консалтинговых услуг. Компания также проводит проверку набора данных и классификацию объектов для клиентов с использованием собственных инструментов аннотации и команды аннотаторов.

## История
Keymakr был основал в 2015 году в Израиле Арье Зильберманом, Михаилом Сельдиным и Эди Бронштейном с главной целью предоставления высококачественных данных для проектов машинного обучения.
Компания начала свою деятельность с ключевой командой из 10 человек. На момент конца 2020 года количество сотрудников компании выросло до 500.

## Процессы
Keymakr использует и разрабатывает собственные инструменты для аннотации графических и видео данных для широкого спектра индустриальных аппликаций на основе искусственного интеллекта. Помимо главного офиса у компании имеется также офис в Нью Йорке, США.
Предоставляемые сервисы:
- Аннотация и маркировка изображений: Собственная комманда аннотаторов маркирует графические данные.  Вся маркировка поддерживается четырехуровневым процессом проверки.
- Аннотация и маркировка видео: видео обрабатываются при помощи ограничивающих рамок (bounding boxes), точек (points), линий (lines), многоугольников (polygons) и многосегментных линий (multi-segment lines) для маркировки объектов в отдельных кадрах.
- Сбор данных: Keymakr собирает и создает данные в продакшн-студии для клиентов по запросу.

## Индустрии
Keymakr создает тренировочные данные для клиентов, разрабатывающих модели искусственного интеллекта в ряде индустрий:
- Безопасность: Данные для камер наблюдения, использующих искусственный интеллект для отслеживания людей и объектов.
- Автомобилестроение: Обучающие материалы для беспилотных автомобилей.
- Дроны: Маркировка данных видео и изображений для воздушного наблюдения с использованием искусственного интеллекта.
- Розничная торговля: Тренировочные данные для таких приложений искусственного интеллекта, как умные кассы и распознавание лиц.
- Медицина: Для обучения искусственного интеллекта в медицине снимки МРТ маркируются медицинскими экспертами.
- Фермерство: Обучающие данные, которые помогают моделям искусственного интеллекта распознавать растения и домашний скот.
- Робототехника: Аннотация изображений и видеозаписей с производственных цехов для обучения искусственного интеллекта в любой индустрии, использующей роботов.
- Управление отходами: Аннотированные изображения и видео позволяют моделям искусственного интеллекта различать типы отходов.
- Спорт: Скелетные аннотации позволяют отслеживать движения тела спортсменов.
- Мода: Маркированные изображения позволяют создавать виртуальные гардеробы и примерочные.